# Екатерина дьо Фоа
Катрин дьо Фоа (на френски: Catherine de Foix, на испански: Catalina de Foix; * 1468; † 1517, Мон дьо Марсан) е последната кралица на Навара от дома Фоа (1483 г.). Чрез брака си прехвърля наварската корона към дом Албре, което довежда до гражданска война и окупация на голяма част от кралството от испанците.

## Произход
Екатерина е дъщеря на Гастон дьо Фоа (1444 – 1470), виконт Кастелбон, принц Виански, и Мадлен Френска, сестра на крал Луи XI. Сестра е на Франсоа Феб, наварски крал през 1479 – 1483 г., когото наследява.

## Кралица на Навара
От 1483 до 1494 г. управлява под регентството на майка си Мадлен Френска. През януари 1484 г. се омъжва за Жан III д'Албре, син на Ален д'Албре и Франсоаза дьо Блоа. Заедно с него е коронясана в Памплона, столицата на Навара.

### Гражданска война
Чичото на Екатерина Жан дьо Фоа, виконт Нарбона (1450 – 1500), като старши в рода, оспорва наследството на база Салическия закон, който в Навара никога не е прилаган. Започва гражданска война, завършила през 1497 г. със сключването на мирно споразумение, според което Жан дьо Фоа се отказа от своите претенции за наварския трон.
През 1505 г. дъщерята на Жан дьо Фоа - Жермен се омъжва за Фернандо II Католик. През 1512 г. (11 април) в битката при Равена загива Гастон дьо Фоа (херцог Немурски) – нейният брат. Жермен остава единствената претендентка за наварския трон.
Като се осигурява подкрепата на папата, Фернандо II решава да започне военни действия. През юли 1512 г. арагонско-кастилските войски под командването на херцог Алба заемат Горна Навара, както и всички каталунски притежания на дом Фоа, включително Кастелбон. В резултат на това във владение на Екатерина дьо Фоа остава само северната част на кралство със столица в Ортез.

## Семейство и деца
Катрин дьо Фоа и Жан III д 'Албре имат децата:
- Ана (1492 – 1532)
- Мадлен (1494 – 1504)
- Екатерина (1495 – 1532) – настоятелка на манастир „Света Троица“ в град Кан
- Китерия (1499 – 1536) – настоятелка на манастир в Монвилие
- Енрике (1503 – 1555), крал на Навара от 1517, дядо на френския крал Анри IV
- Карл (1510 – 1528)
- Изабела – от 1534 съпруга на Рене I дьо Роган.

Шестте деца умират в ранна детска възраст.

## Титли
- кралицата на Навара,
- херцогиня на Ганди, Монблан, Немур,
- графиня оа, Бигора, Рибаргоса, Пентевр, Перигор
- виконтеса на Беарн, Лимож, Кастелбон, Марсан, Габардан, Небузан.